# Vertrouwen
Le Vertrouwen  est un tjalk à coque acier riveté, battant pavillon néerlandais. Son port d'attache actuel est Paris et son quartier maritime est Douarnenez.
Il a le label BIP (Bateau d'intérêt patrimonial) depuis 2008.

## Histoire
À l'origine cette péniche servait au transport de fret en provenance de la Baltique. Il a été converti en bateau charter dans les années 1970 et a été stationné au port musée d'Amsterdam . 

Il a participé à différentes éditions des Fêtes maritimes de Brest : Brest 2000, Brest 2004 , Brest 2008 et Les Tonnerres de Brest 2012.